# Georges Arnold
Georges Léon Arnold (Lilla, 1837 – Sceaux, 1912) è stato un architetto e attivista francese, che prese parte alla Comune di Parigi.

## Biografia
Architetto, durante il Secondo Impero fu vice-ispettore ai lavori della città di Parigi. Nel 1870, durante l'assedio della capitale da parte dei prussiani, militò nella Guardia nazionale, fu membro del Comitato centrale e fu tra i redattori dell'Affiche Noire, il manifesto pubblicato il 29 febbraio 1871 con il quale s'invitavano i parigini a non manifestare contro i prussiani entrati in città dopo la stipula dell'armistizio.
Prese parte all'insurrezione del 18 marzo contro il governo Thiers e fu eletto il 16 aprile 1871 nelle elezioni complementari per il Consiglio della Comune, entrando a far parte della Commissione militare, dove sostenne le prerogative del Comitato centrale della Guardia nella difesa della capitale.
Con la sconfitta e la repressione sanguinosa della Settimana di sangue, fu arrestato e condannato alla deportazione a vita in un campo fortificato della Nuova Caledonia, dal quale tentò invano di fuggire. Tornato a Parigi con l'amnistia del 1880, ottenne un impiego municipale come architetto della città.